# Václav Vacek
Václav Vacek (11. září 1877 Libochovice – 18. ledna 1960 Praha-Lhotka) byl český a československý politik Komunistické strany Československa, meziválečný senátor Národního shromáždění a ve 40. a 50. letech 20. století primátor hlavního města Prahy.

## Život
Od roku 1889 studoval na německojazyčném gymnáziu ve Štěpánské ulici v Praze. Poté, co se celá rodina přestěhovala do Prahy, přešel na českojazyčné gymnázium na Vinohradech. V roce 1902 absolvoval Právnickou fakultu Univerzity Karlovy. Působil jako advokát a pak se začal politicky angažovat coby redaktor sociálně demokratického Práva lidu. Velký vliv na jeho politické směřování měl sociálně demokratický předák Bohumír Šmeral. V letech 1907–1911 působil ve Vídni na postu parlamentního zpravodaje Práva lidu a listů Rovnost a Nová doba a taky jako tajemník sociálně demokratického poslaneckého klubu na Říšské radě. Od roku 1912 byl vedoucím redaktorem večerníku Práva lidu a krátce nato i revue Akademie.
Během událostí října 1918 byl tajemníkem Národního výboru československého. Pak působil coby tajemník Františka Soukupa, ministra spravedlnosti ve vládě Karla Kramáře. Během rozkolu v Československé sociálně demokratické straně dělnické přešel do nově vzniklé KSČ. Byl redaktorem komunistického Rudého práva, v letech 1923 – 1938 byl členem pražského městského zastupitelstva. Poprvé zde křeslo získal v komunálních volbách v roce 1923, kdy se poprvé volilo v rámci nově zřízené Velké Prahy. Patřil ke stoupencům umírněného šmeralovského směru v KSČ a jeho práce v zastupitelstvu byla převážně věcného charakteru.
Po parlamentních volbách v roce 1935 získal senátorské křeslo v Národním shromáždění za KSČ. Nastoupil dodatečně v říjnu 1936 poté, co rezignoval senátor Josef Haken. V senátu setrval do prosince 1938, kdy jeho mandát zanikl v důsledku rozpuštění KSČ.
Za války působil jako antifašistický odbojář, který byl v době Protektorátu Čechy a Morava několikrát zatčen gestapem, poprvé už 15. března 1939. Od roku 1942 žil jako penzista mimo politické dění ve své vile v Lhotce. Když 5. května 1945 revoluční Národní výbor převzal do své správy pražský magistrát, byl Vacek jedním z trojice Eustach Mölzer (národní socialista) – Vacek (KSČ) – Prokop (sociální demokrat), která jej řídila. Pod jeho vedením se radnice stala centrem povstání v Praze. Do služeb povstání dokázal zapojit pouliční rozhlas. V srpnu 1945 se do primátorského křesla vrátil předválečný primátor Petr Zenkl. (Vacek byl prvním náměstkem primátora) a to až do voleb v roce 1946, kdy byl 1. července 1946 po volebním vítězství KSČ zvolen opět Vacek.
Během únorového převratu v roce 1948 se podílel na přebírání moci komunisty, ale jeho vliv v pražské politice po roce 1948 klesl (dominantní slovo měl Josef Krosnář jako zástupce vedoucích orgánů KSČ). Pod Vackovým vedením Praha zahájila významné dopravní stavby a proběhly v ní ekonomické změny související s nástupem komunistického režimu (znárodnění). Primátorem hl. m. Prahy zůstal do roku 1954, pak odešel do penze.
Zastával i vysoké stranické funkce. VIII. sjezd KSČ ho zvolil členem Ústředního výboru Komunistické strany Československa. IX. sjezd KSČ ho ve funkci potvrdil. Roku 1954 a 1955 získal Řád republiky.
Československý válečný kříž 1939 obdržel Václav Vacek dne 25. srpna 1945 od ministra národní obrany generála Ludvíka Svobody (v zastoupení prezidenta republiky). Dva dny poté se pražským primátorem (27. srpna 1945) stal Petr Zenkl.

## Památka
Po primátoru Vackovi byla pojmenována první stanice na úseku II. trasy C pražského metra, v roce 1990 přejmenovaná na Roztyly, Náměstí primátora dr. Vacka (1952–1990), dnes Mariánské náměstí, Stadion Dr. Václava Vacka (1953–1990) ve Vršovicích, domovský stánek SK Slavia Praha a Základní devítiletá škola primátora Vacka v Praze–Braníku, dnes ZŠ Školní.